# オンラインゲーム仲間とサシオフしたら職場の鬼上司が来た
『オンラインゲーム仲間とサシオフしたら職場の鬼上司が来た』（オンラインゲームなかまとサシオフしたらしょくばのおにじょうしがきた）は、ん村による日本のボーイズラブ漫画。略称はサシ鬼（サシおに）。Twitter連載時の原題は『オンラインゲーム』。
2017年（平成29年）よりTwitterに投稿していた漫画が反響を呼び、Twitter上で毎週金曜日に連載することとなった。2019年（令和元年）11月にひとまず完結した。
現在は、続編が一迅社の漫画雑誌『gateau』で連載中。

## あらすじ
会社員の橋元は、上司の白瀬から、提案した企画を全否定され目の前で破り捨てられるなどの無情な扱いを受けている。その鬱憤を、「あああああ」の名前で登録しているオンラインゲーム「リアファルオンライン」（通称「リアオン」）のユーザー「UMA」に愚痴として吐き出すことによって晴らしていた。
「UMA」と仲良くなったことで2人でオフ会を開くことになった橋元は、待ち合わせで、以前すれ違いざま舌打ちしてきた高身長金髪ヤンキーの熊田に声を掛けられる。別のオフ会と勘違いして話しかけてきた熊田は、実はリアオンで仲の良かった「salted salmon」であった。熊田と別れ、仕事の影響で遅れるという「UMA」からの連絡を待っていると、なぜか上司の白瀬から電話がかかってきて、移動した待ち合わせ場所にも姿を現した。橋元が鬼上司・白瀬の愚痴を話していた「UMA」とは、白瀬本人だったのだ。
橋元は気まずさから一時トイレに逃げ込んでしまう。そこで偶然再会した熊田が、橋本を「あああああ」であると知ると、咄嗟に自分が「salted salmon」であることを隠してそのオフ会にも参加したと言い出した。食事を摂っている個室に来た熊田の提案でリアオンをプレイし、橋元と白瀬はなんとか気まずさを解消することができた。さて一時退散するもスマホを取りに戻ってきた熊田は、会話中だからと個室の外でタイミングを計っていた。橋元と白瀬の会話から聞こえてきたのは、二人の「好き」の言葉。実際は企画の話をしていた二人だったが、どうやら二人は付き合っているらしいと勘違いした熊田から、勘違いの連鎖は加速してあらぬ方向へと導いてしまう。

## 登場人物
声の項目はドラマCDで担当した声優。
橋元 和馬（はしもと かずま）
声：阿部敦
良くも悪くも平凡で自然体な会社員。リアオンでは「あああああ」（通称「あーさん」）の名でプレイしている。
ゲーム上では経験年数もあって非常に強いが、現実世界では非常に鈍感である。
ギルド「UMAAAAA」を創設し、マスターとなる。
白瀬 誠（しらせ まこと）
声：白井悠介
愛想の無いイケメン。橋元の上司。リアオンでは「UMA（ユ―エムエー）」の名でプレイしている。
橋元とのリアオンでのやり取りから次第に物腰が柔らかくなり、社員とのやり取りがより円滑になる。
ギルド「UMAAAAA」のサブマスターとなる。
熊田 簾（くまだ れん）
声：内田雄馬
見た目金髪ヤンキーの高校生。190cmと高身長である。軽音部に所属している。星座はみずがめ座。
リアオンでは「salted salmon」（通称「塩鮭」）、サブアカウントとして「熊太郎（くまたろう）」の名でプレイしている。
塩鮭のアカウントでは「終焉と漆黒のギルド」に入っている。
熊田 篤史（くまだ あつし）
簾の兄。白瀬の同期。タイに海外赴任していた。
弟と交流したいため、リアオンを始める。アカウント名は「すり身」。
山崎（やまざき）
声：久住琳
橋元の会社の美人な女性社員。
田島（たじま）
橋元の同期。
翔陽（しょうよう）
簾の幼馴染。
虚無と輪廻の黙示録（きょむとりんねのもくしろく）
声：中村源太
リアオン内のギルド「漆黒と終焉のギルド」のマスター。ギルドのオフ会を企画する。

## 書誌情報
- ん村『オンラインゲーム仲間とサシオフしたら職場の鬼上司が来た』一迅社〈gateau comics〉、既刊3巻（2023年7月現在）
  1. 2020年3月13日発売[* 2]、ISBN 978-4-7580-2095-4
  2. 2022年5月13日発売[* 3]、ISBN 978-4-7580-2407-5
  3. 2023年7月13日発売[* 4]、ISBN 978-4-7580-2572-0

## ドラマCD
2022年（令和4年）4月15日、ドラマCD化されることが発表され、同年7月27日、フロンティアワークスより発売された。規格品番はFFCL-0066。

### その他のキャスト
- 男性社員：福西勝也
- コンビニ店員：松岡一平
- アナウンサー：薮内満里奈
- 空港アナウンス：葵あずさ

### スタッフ
- エグゼクティブプロデューサー：辻政英
- プロデューサー：古澤優子
- 音響効果：宅間麻姫
- 音響監督：立石弥生
- 録音調整：野川"ZILL"靖友
- 録音スタジオ：デルファイサウンド

### 書籍出典
1. ↑  ん村 2022, 著者コメント.
2. ↑  ん村 2020, あとがき.

### サイト出典
1. 1 2 3 4 5  “『サシ鬼』コミックス2巻が5/13、ドラマCDが7/27に発売!”. アニメイトタイムズ.   アニメイト (2022年4月15日). 2022年7月18日閲覧。
2. ↑  “2020年3月13日：本日発売のコミック新刊”. ほんのひきだし.   日本出版販売 (2020年3月13日). 2020年9月23日時点のオリジナルよりアーカイブ。2022年7月18日閲覧。
3. ↑  “2022年5月13日：本日発売のコミック新刊”. ほんのひきだし.   日本出版販売 (2022年5月13日). 2022年5月18日時点のオリジナルよりアーカイブ。2022年7月18日閲覧。
4. ↑  “2023年7月13日：本日発売のコミック新刊”. ほんのひきだし.   日本出版販売 (2023年7月13日). 2023年9月11日時点のオリジナルよりアーカイブ。2023年9月11日閲覧。